# Orb (häst)
Orb, född 24 februari 2010, är ett engelskt fullblod som tävlade mellan 2012 och 2013. Han tränades av Claude McGaughey III och reds av flera olika jockeys under sin tävlingskarriär. Han är känd för att ha segrat i Kentucky Derby (2013).

## Karriär
Orb började tävlade i augusti 2012 och sprang totalt in 2,6 miljoner dollar på 12 starter, varav 5 segrar och 3 tredjeplatser. Han tog karriärens största seger i Kentucky Derby (2013). Bland andra större segrar räknas Fountain of Youth Stakes (2013) och Florida Derby (2013).
Orb tog sin första seger i sin fjärde start som tvååring. I sin första start i karriären slutade han trea i ett maidenlöp på Saratoga, sedan på fjärdeplats två gånger i andra maidenlöp. Han tog slutligen sin första seger i ett maidenlöp den 24 november 2012 på Aqueduct Racetrack.
Orb började sin treåringssäsong med att vinna ett löp på Gulfstream Park över nio furlongs den 26 januari 2013. Fyra veckor senare, den 23 februari 2013 startade Orb i grupp 2-löpet Fountain of Youth Stakes på Gulfstream Park. I löpet reds han av John R. Velazquez och segrade med en halv längd och besegrade spelfavoriten Violence. Den 30 mars 2013 startade Orb som andrafavorit i Florida Derby, där han kopplade greppet på upploppet och vann med 2 3/4 längd.
Den 4 maj 2013 startade Orb, riden av Joel Rosario, som favorit i Kentucky Derby. Rosario placerade honom tidigt långt bak i fältet, och körde till efter halva löpet. I sista sväng var han strax bakom de ledande hästarna, och kopplade sedan greppet och segrade med 2 1/2 längd.
Orb hade ingen större lycka i de två andra Triple Crown-löpen. Han startade som favorit i Preakness Stakes, där han slutade fyra, och i Belmont Stakes slutade han trea. Under treåringssäsongen startade han även i Travers Stakes, där han kom trea, och efter Jockey Club Gold Cup i september 2013 slutade han på sista plats.

### Som avelshingst
Den 5 november 2013 meddelades det att Orb avslutar sin tävlingskarriär för att vara verksam som avelshingst på Claiborne Farm i Kentucky.